# Franc Braniselj
Franc Braniselj, slovenski družbenopolitični delavec, gospodarstvenik in mineralog, * 13. februar 1917, Cerknica, † 25. januar 2009, Škofja Loka.

## Življenje in delo
Končal je trgovsko akademijo v Mariboru (1936) in ob delu Visoko šolo za organizacijo dela v Kranju (1972). Med vojno je sodeloval v narodnoosvobodilni borbi, po vojni pa deloval v republiških upravnih organih, v bančništvu, bil direktor Gorenjske predilnice (1956-1963) in Loških tovarn hladilnikov (1963-1977) v Škofji Loki in Rudnika urana Žirovski vrh (1977-1981). Opravljal je tudi družbenopolitične naloge, med drugim je bil poslanec Zvezne skupščine SFRJ (1969-1975) in predsednik Izobraževalne skupnosti Slovenije (1974-1978). Za dosežke v gospodarstvu je 1977 prejel Kraigherjevo nagrado.